# Lina Romay (1919-2010)
Pour les articles homonymes, voir Romay et Lina Romay (homonymie).
Maria Elena, dite Lina, Romay (née à New York le 16 janvier 1919 et morte à Pasadena le 17 décembre 2010) est une actrice et chanteuse américano-mexicaine.

## Biographie
Lina Romay est la fille de Porfirio Romay, attaché  au Consulat du Mexique à Los Angeles.
Dans les années 1940, elle a débuté comme chanteuse dans l'orchestre de Xavier Cugat. Elle a joué aux côtés de grands noms comme Fred Astaire, Rita Hayworth, Clark Gable, Greer Garson… Elle a fait également des apparitions dans des séries télévisées jusqu'en 1957.
À la fin des années 1970, elle a été présentatrice radio de langue espagnole pour les courses de chevaux.
Elle est morte, âgé de 91 ans, le 17 décembre 2010, dans un hôpital de Pasadena, en Californie.

## Filmographie
- 1942 : You Were Never Lovelier
- 1944 : Two Girls and a Sailor
- 1944 : Bathing Beauty
- 1945 : Week-End at the Waldorf
- 1945 : Adventure
- 1947 : This Time for Keeps
- 1947 : Sérénade à Mexico (Honeymoon) de William Keighley
- 1949 : The Big Wheel
- 1949 : The Lady Takes a Sailor de Michael Curtiz
- 1949 : Señor Droopy - Droopy Toréador (Tex Avery)
- 1953 : La Taverne des révoltés (The Man Behind the Gun) de Felix E. Feist : Chona Degnon
- 1957 : The Red Skelton Show